# Magdalen Green

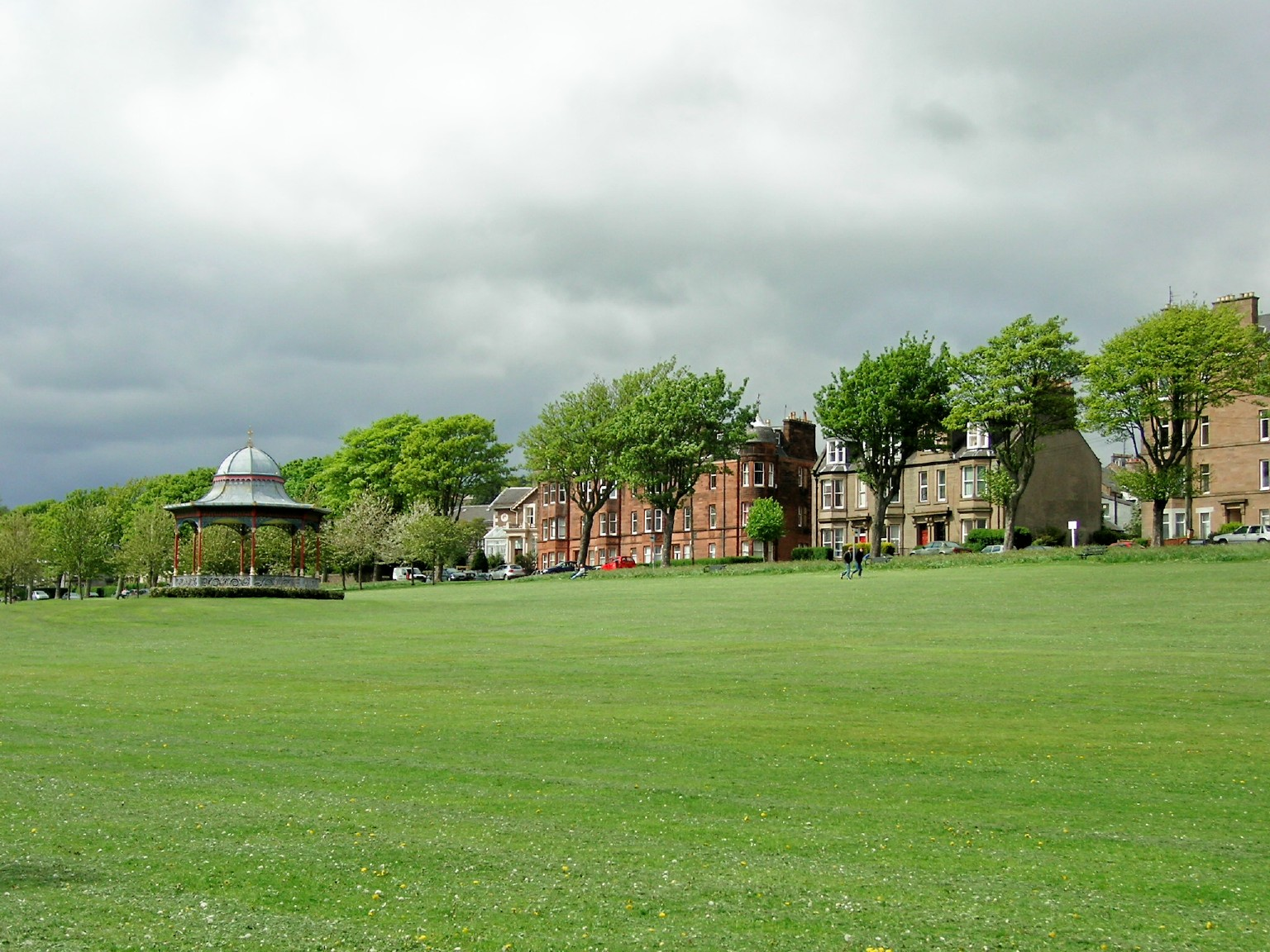
Blick über das Magdalen Green

Das Magdalen Green ist eine öffentliche Grünanlage in der schottischen Stadt Dundee in der gleichnamigen Council Area.

## Beschreibung
Vermutlich ist das 6,9 Hektar umfassende und seit rund 400 Jahren genutzte Magdalen Green die älteste Grünanlage Dundees. Sie zieht sich entlang eines Hangs westlich des Stadtzentrums und ist nur noch durch die A85 vom Nordufer des Firth of Tay getrennt. Bis 1956 war der am Ostrand gelegene Bahnhof Dundee Esplanade in Betrieb. Auf Höhe des Magdalen Greens biegt die Bahnstrecke auf die Firth-of-Tay-Brücke ein. Westlich schließt sich der Flughafen Dundee an.

## Pavillon

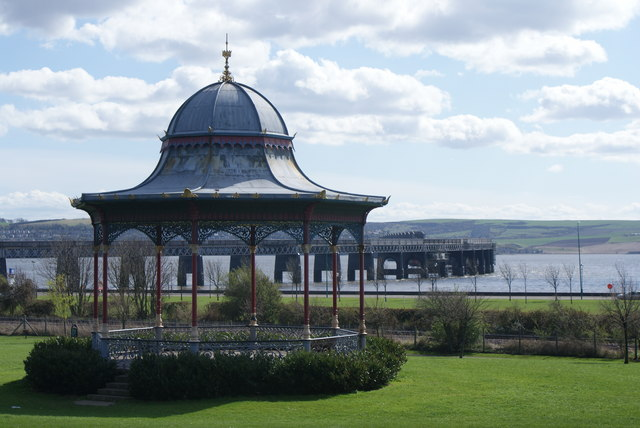
Magdalen Green Bandstand mit der Firth-of-Tay-Brücke im Hintergrund

Inmitten des Parks steht ein Pavillon (Magdalen Green Bandstand). Er wurde 1889 von der in Glasgow ansässigen Saracen Foundry produziert. Der gusseiserne Pavillon ruht auf einem Betonfundament. Die Säulenkapitelle des oktogonalen Bauwerks weisen Parallelen zur korinthischen Ordnung auf. Filigran ornamentierte Überwürfe erzeugen zwischen den Säulen eine umlaufende segmentbogige Arkade. Darüber läuft ein ornamentierter Fries um. Das überhängende geschwungene Dach ist mit endständigen Antefixe ausgeführt. 1990 wurde der Pavillon restauriert.
1986 wurde das Bauwerk in die schottischen Denkmallisten zunächst in der Kategorie B aufgenommen. Die Hochstufung in die höchste Denkmalkategorie A erfolgte 1991.